# Бомбей (Нью-Йорк)
Бомбей (англ. Bombay) — місто (англ. town) в США, в окрузі Франклін штату Нью-Йорк. Населення — 1254 особи (2020).

## Демографія
Згідно з переписом 2010 року, у місті мешкало 1357 осіб у 489 домогосподарствах у складі 345 родин. Було 572 помешкання
Расовий склад населення:
| - 79,6 % — білих - 16,9 % — корінних американців - 0,8 % — азіатів - 0,7 % — чорних або афроамериканців |

До двох чи більше рас належало 1,8 %. Частка іспаномовних становила 0,9 % від усіх жителів.
За віковим діапазоном населення розподілялося таким чином: 30,6 % — особи молодші 18 років, 55,5 % — особи у віці 18—64 років, 13,9 % — особи у віці 65 років та старші. Медіана віку мешканця становила 33,6 року. На 100 осіб жіночої статі у місті припадало 99,6 чоловіків;  на 100 жінок у віці від 18 років та старших — 97,9 чоловіків також старших 18 років.
Середній дохід на одне домашнє господарство  становив 52 513 долари США (медіана — 38 452), а середній дохід на одну сім'ю — 56 208 доларів (медіана — 50 694). Медіана доходів становила 44 167 доларів для чоловіків та 35 000 доларів для жінок. За межею бідності перебувало 25,1 % осіб, у тому числі 26,8 % дітей у віці до 18 років та 20,7 % осіб у віці 65 років та старших.
Цивільне працевлаштоване населення становило 476 осіб. Основні галузі зайнятості: освіта, охорона здоров'я та соціальна допомога — 26,5 %, мистецтво, розваги та відпочинок — 20,8 %, роздрібна торгівля — 18,5 %.